# Maniltoa vestita
Maniltoa vestita là một loài rau đậu thuộc họ Fabaceae.
Loài này chỉ có ở Fiji.